# Tournoi d'échecs de Buenos Aires 1939
Le tournoi d'échecs de Buenos Aires 1939 a été disputé en Argentine du 2 au 19 octobre 1939, peu après l'Olympiade, du 21 août au 19 septembre 1939. Il s'est tenu au Circulo de Ajedrez, le club d'échecs le plus important de la ville.
La Seconde Guerre mondiale avait éclaté le 1er septembre, pendant l'olympiade et tous les joueurs étrangers du tournoi, à l'exception de Paul Keres, décidèrent de demeurer en Argentine.

## Résultats
Tableau des résultats : 
| Rang | Joueur               | Pays                 | 1 | 2 | 3 | 4 | 5 | 6 | 7 | 8 | 9 | 10 | 11 | 12 | Total |
| ---- | -------------------- | -------------------- | - | - | - | - | - | - | - | - | - | -- | -- | -- | ----- |
| 1-2  | Miguel Najdorf       | Pologne              | x | 1 | ½ | 1 | ½ | ½ | 1 | 0 | 1 | 1  | 1  | 1  | 8,5   |
| 1-2  | Paul Keres           | Estonie              | 0 | x | ½ | 1 | ½ | 1 | ½ | 1 | 1 | 1  | 1  | 1  | 8,5   |
| 3-4  | Gideon Ståhlberg     | Suède                | ½ | ½ | x | 0 | 1 | 1 | ½ | ½ | ½ | 1  | ½  | 1  | 7     |
| 3-4  | Moshe Czerniak       | Palestine mandataire | 0 | 0 | 1 | x | ½ | 1 | ½ | 1 | 1 | 1  | 1  | 0  | 7     |
| 5-6  | Paulin Frydman       | Pologne              | ½ | ½ | 0 | ½ | x | ½ | ½ | 0 | 1 | 1  | 1  | 1  | 6,5   |
| 5-6  | Carlos Guimard       | Argentine            | ½ | 0 | 0 | 0 | ½ | x | ½ | 1 | 1 | 1  | 1  | 1  | 6,5   |
| 7    | Roberto Grau         | Argentine            | 0 | ½ | ½ | ½ | ½ | ½ | x | ½ | 1 | 0  | ½  | 1  | 5,5   |
| 8    | Markas Luckis        | Lituanie             | 1 | 0 | ½ | 0 | 1 | 0 | ½ | x | 0 | 1  | ½  | ½  | 5     |
| 9-10 | José Gerschman       | Argentine            | 0 | 0 | ½ | 0 | 0 | 0 | 0 | 1 | x | 0  | 1  | 1  | 3,5   |
| 9-10 | Francisco Benkö      | Argentine            | 0 | 0 | 0 | 0 | 0 | 0 | 1 | 0 | 1 | x  | 1  | ½  | 3,5   |
| 11   | Sonja Graf           | Reich allemand       | 0 | 0 | ½ | 0 | 0 | 0 | ½ | ½ | 0 | 0  | x  | 1  | 2,5   |
| 12   | Luis Argentino Palau | Argentine            | 0 | 0 | 0 | 1 | 0 | 0 | 0 | ½ | 0 | ½  | 0  | x  | 2     |